# Sixten Jernbergpriset
Sixten Jernbergpriset i längdåkning instiftades 1964 och tillfaller varje år "den skidlöpare som i stora SM-veckan visat prov på något av den sinnets och kroppens hårdhet, envishet, kampglöd och segervilja som präglade Sixten Jernbergs skidlöpargestalt och förde honom fram till de största segrarna". En jury bestående av representant från Svenska Skidförbundet, en representant från SM-organisationen samt en journalist utser pristagarna.
År 2020 delades priset inte ut, sedan svenska mästerskapen ställts in, vilket i sin tur berodde på Coronapandemin.

## Prisvinnare
- 1965 – Ove Lestander
- 1966 – Jan Halvarsson
- 1967 – Per-Erik Eriksson
- 1968 – Lars-Göran Åslund
- 1969 – Gunnar Larsson
- 1970 – Lars-Arne Bölling
- 1971 – Sven-Åke Lundbäck
- 1972 – Thomas Magnuson
- 1973 – Esbjörn Ulvenwall
- 1974 – Tommy Limby
- 1975 – Christer Johansson
- 1976 – Erik Wäppling
- 1977 – Thomas Wassberg
- 1978 – Björn Risby
- 1979 – Erik Gustavsson
- 1980 – Stig Jäder
- 1981 – Thomas Eriksson
- 1982 – Anders Larsson
- 1983 – Jan Ottosson
- 1984 – Gunde Svan
- 1985 – Torgny Mogren
- 1986 – Lars Håland
- 1987 – Tony Pölder
- 1988 – Larry Poromaa
- 1989 – Henrik Forsberg
- 1990 – Christer Majbäck
- 1991 – Stefan Grahn
- 1992 – Niklas Johansson
- 1993 – Staffan Larsson
- 1994 – Niklas Jonsson
- 1995 – Mathias Fredriksson
- 1996 – Daniel Gideonsson
- 1997 – Anders Bergström
- 1998 – Per Elofsson
- 1999 – Jörgen Brink
- 2000 – Urban Lindgren
- 2001 – Morgan Göransson
- 2002 – Anders Södergren
- 2003 – Thobias Fredriksson
- 2004 – Mats Larsson
- 2005 – Emelie Öhrstig
- 2006 – Maria Rydqvist
- 2007 – Charlotte Kalla
- 2008 – Johan Olsson
- 2009 – Britta Norgren
- 2010 – Marcus Hellner
- 2011 – Daniel Richardsson
- 2012 – Hanna Brodin
- 2013 – Emma Wikén
- 2014 – Sofia Bleckur
- 2015 – Stina Nilsson
- 2016 – Sofia Henriksson
- 2017 – Anders Svanebo[1]
- 2018 – Jonna Sundling
- 2019 – Ebba Andersson[2]
- 2020 – Delades ej ut
- 2021 – Jens Burman[3]
- 2022 – Edvin Anger[4]
- 2023 – Anna Dyvik